# Черниговский судебный процесс
Черни́говский суде́бный проце́сс — один из послевоенных советских открытых судов в отношении иностранцев, обвиняемых в совершении военных преступлений в период Второй мировой войны. Перед судом представили 13 венгерских военнослужащих (в том числе 5 генералов и 5 полковников), а также 3 немецких военнослужащих (в том числе 2 подполковника). Всех их судили за преступления, совершенные на советской оккупированной территории: уничтожение гражданского населения под предлогом борьбы с партизанами, истребление советских военнопленных, разрушение населенных пунктов, грабежи. Военные преступления, рассмотренные на Черниговском процессе, были совершены как в Черниговской области (в том числе уничтожение Корюковки), так и в прилегающих к ней областях РСФСР, а также в Белорусской ССР.

## Название процесса
«Черниговский процесс» — название, используемое в исторической литературе. В частности, такое название использует кандидат исторических наук Дмитрий Асташкин. В советских газетах 1947 года использовалось название: «Судебный процесс по делу о зверствах немецко-венгерских захватчиков на территории Украины и Белоруссии». В Центральном архиве ФСБ России используется обозначение: дело № Н-19098.

## Предыстория
Черниговская область Украинской ССР была оккупирована немецко-венгерскими войсками с сентября 1941 по сентябрь 1943 года. Чернигов был захвачен немецкими войсками 9 сентября 1941 года. Освобождён Чернигов был в сентябре 1943 года. За это время в Черниговской области оккупантами было уничтожено множество мирных граждан и советских военнопленных. Кроме того, были разрушены многие населенные пункты.
В оккупации Черниговщины и некоторых иных советских территорий приняли активное участие венгерские войска. Венгрия вступила в войну с СССР 27 июня 1941 года, обвинив советскую сторону в авиационном налете на Кошице.

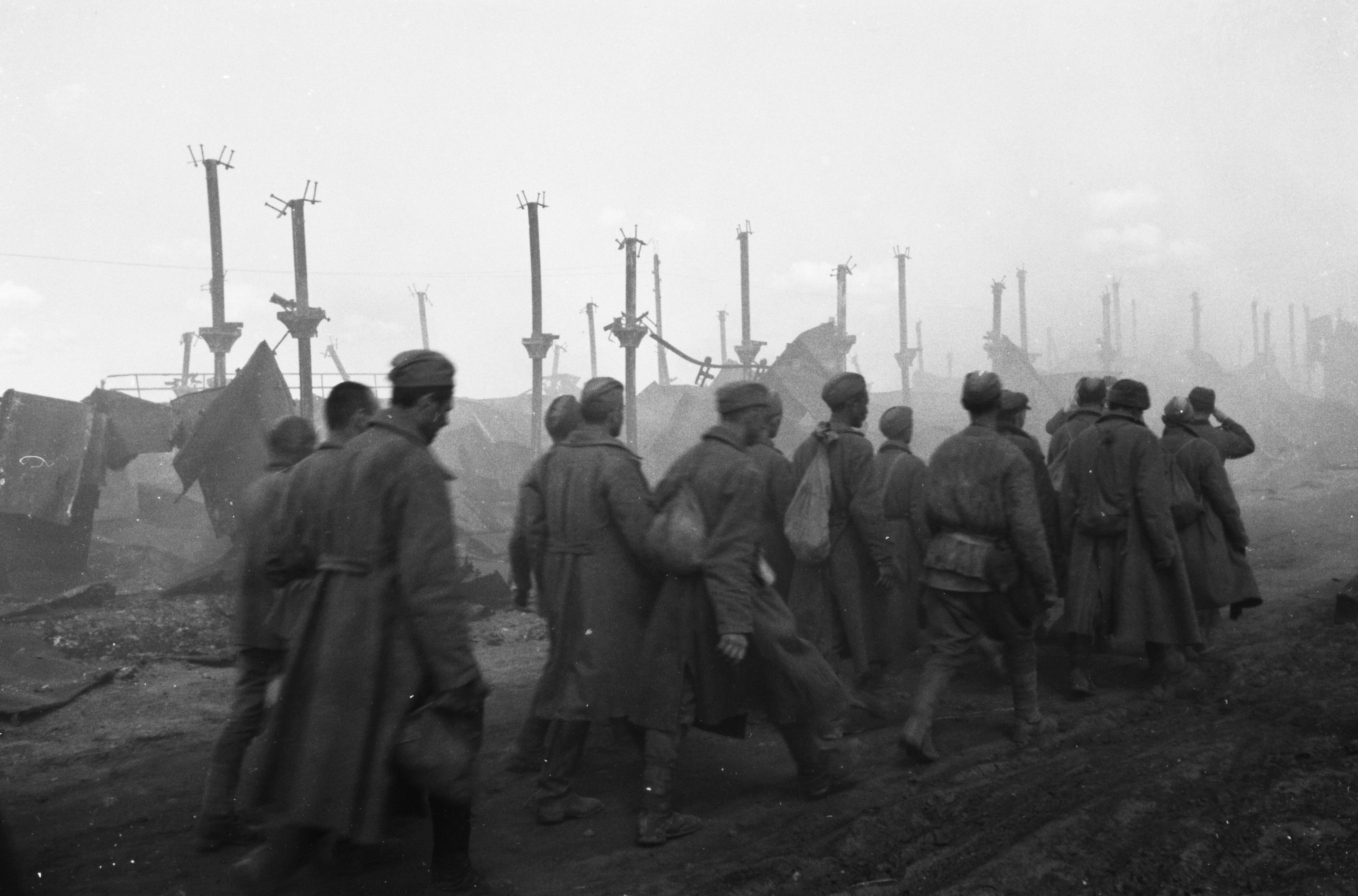
Советские военнопленные в районе Старого Оскола, 1942 год

С осени 1941 года венгерские войска выполняли функцию оккупационных сил на советской территории — на Украине, в Белоруссии и Брянской области РСФСР. С апреля 1942 года по март 1943 года в составе вермахта на территории Курской и Воронежской областей РСФСР действовала 2-я венгерская королевская армия.
В ноябре–декабре 1941 года в тылу германских войск были развернуты
шесть венгерских охранных бригад, которые в январе 1942 года были переформированы в легкие пехотные дивизии. Эти бригады были разделены на две группы – западную и восточную. Западная группа под командованием генерал-лейтенанта З. Вакаи «поддерживала охрану порядка на оккупированной территории» вдоль железнодорожных линий Киев – Конотоп, Киев – Винница, Житомир – Мозырь, Киев – Полтава – Кременчуг. Восточная под командованием генерал-майора К. Олдьана (позднее – генерал-майора К. Боганьи) – несла службу на участке Ворожба – Харьков – Константиновка.
В приказе командования венгерских оккупационных войск № 2 от 13 октября 1941 года предписывалось расстреливать и брать заложников:

На Украине поддержание порядка требует безопасности линий связи. Все виды повреждений и риски должны строго исключаться, а виновные наказываться. Из-за этого приказываю: кто умышленно или из-за небрежности подвергает связь опасности, например, повредит или разрежет телефонную проволоку, или уничтожит аппарат, или украдет кабель, его должны расстрелять. Также должны расстреливать того, кто помогает преступнику и до, и после преступления, или его подговаривает. Покушение считается наказуемым деянием. Если преступника не нашли, сразу должны из 1000 жителей выбирать в маленьком населенном пункте 5, в большом – 10 человек и их запирать в тюрьму. Если есть возможность, 50 % задержанных должны быть евреями, остальные 50 % должны составить в равных долях заложники из русского, украинского и польского населения. Если было установлено, что повреждения были снаружи населенного пункта, то тот населенный пункт должен привлекаться к ответственности, в чьем округе преступление было совершено. После ареста заложников надо сообщить мэру данного населенного пункта, что если преступника не приведут, не назовут или не найдут, задержанные будут расстреляны. О всех фактах саботажа офицер должен сразу и прямо сообщить по телефону отделению контрразведки, соответствующей гарнизонной комендатуре, отделу № I.с., командиру войск связи. Отделение контрразведки проводит допрос и передает преступника (или преступников) гарнизонной комендатуре, которая приведет приговор в исполнение. Задержанных, если преступника не нашли, после 48 часов расстреливают. Мэры должны сообщить населению о причине расстрела. Если преступление несерьезное, гарнизонная комендатура может предложить командованию приостановить приведение приговора в исполнение, если население заплатит по 5 рублей с человека...
Южные районы Черниговщины — это степи и лесостепи. Однако северные районы Черниговской области и прилегающие к ним местности РСФСР — это Брянский лес. На юге Брянского леса были размещены 102-я, 105-я и 108-я венгерские пехотные дивизии. Это был партизанский край, где скрывались остатки окруженных частей РККА, которые получали поддержку с неоккупированной советской территории. Венгерские соединения в этом краю получали тактические директивы от от Командования венгерских оккупационных сил на Востоке (расположенного в Киеве) и от немецкого полевого командования. Дивизии были многонациональными по составу. В составе 105-й дивизии (согласно отправленному в феврале 1942 года отчету ее командира, генерал-майора Кароя Боганьи) 70 % личного состава составляли румыны и русины, не получившие венгерского обучения. Много русин и румын служило в 102-й дивизии (списочная численность 5,2 тысячи человек).
Каждая венгерская дивизия должна была вести борьбу с партизанами на значительной территории партизанского края. В частности, 105-я дивизия к марту 1942 года отвечала за территорию в 46 тыс. км² (в том числе 16 тыс. км² лесов и болот, где к весне 1942 года скрывалось около 10 тысяч советских партизан).
Бои с партизанами венгры вели с конца 1941 года. Уже 23 — 24 декабря 1941 года 105-я дивизия выдержала бой с партизанами под Корюковкой, в ходе которого (согласно отчету) 200 партизан было взято в плен и от 700 до 1200 убито. Антипартизанская борьба сопровождалась массовыми казнями местного населения и уничтожением населенных пунктов. По количеству уничтоженных советских граждан, которых сочли партизанами, венгры в Брянских лесах порой опережали немцев. Так, согласно отчетам за апрель — июнь 1942 года весь тыл группы армий «Центр» уничтожил 11 203 партизана, тогда как только две венгерские дивизии (102-я и 105-я) за март 1942 года убили 10 132 партизан.
Уничтожение местного населения под предлогом борьбы с партизанами было санкционировано венгерским верховным военным командованием. Полковник Шандор Захар в 1947 году на Черниговском процессе показал, что в мае 1942 года он ознакомился с директивой № 10, подписанной начальником Генерального штаба обороны Венгрии генерал-полковником Ференцем Сомбатхейи, которая предписывала самыми жестокими методами осуществлять оккупационную службу: сжигать населенные пункты, убивать мирных граждан, заподозренных в связях с партизанами, и конфисковывать у населения продовольствие и скот.

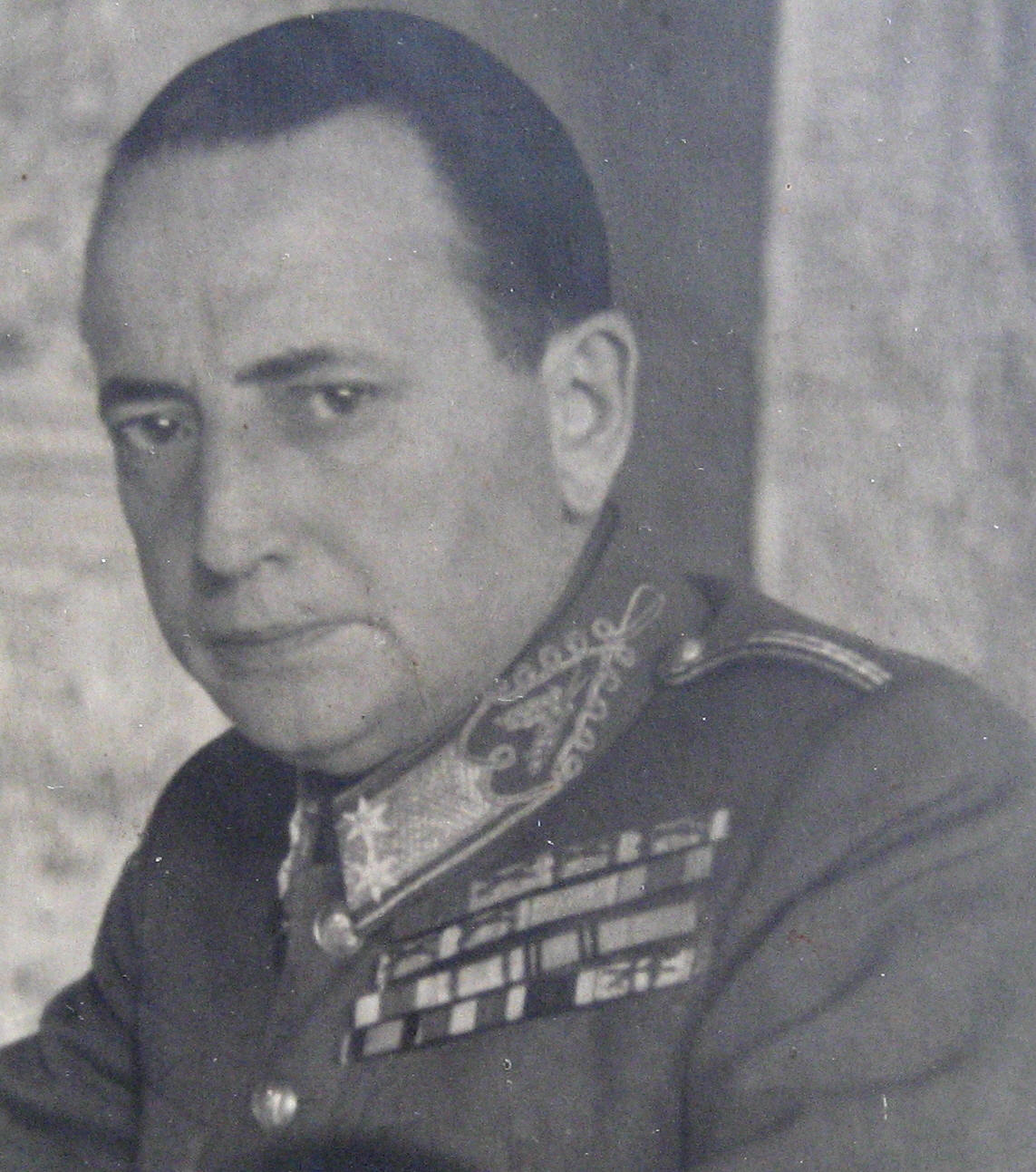
Силард Бакаи в 1942 году

Летом 1942 года венгерские оккупационные силы стали создавать большие «мертвые зоны». 28 августа 1942 года командующий венгерскими оккупационными силами на Востоке генерал-лейтенант Силард Бакаи приказал уничтожить всех партизан и разрушить все пригодные для проживания деревни в треугольнике Десна-Знобовка-Снов. 105-я дивизия в районе между Серединой-Будой и Десной (восточнее Гремяча) уничтожила 11 деревень и угнала население в Ахтырку, Ромны и Лебедин.

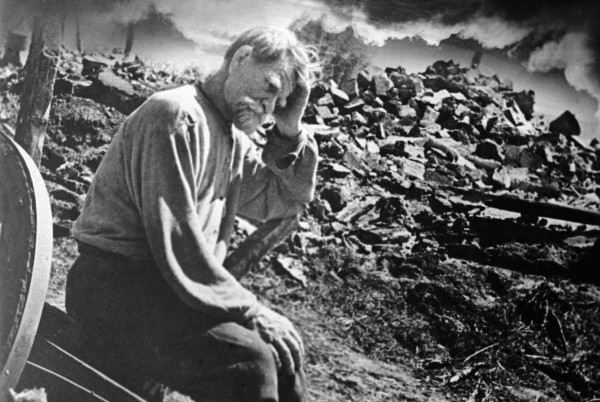
Пожилой житель сожженной деревни сидит у развалин своего дома. Черниговская область, 18 июня 1943 года

Командир 108-й пехотной дивизии генерал-майор Отто Абт приказал 20 июля 1942 года:

…В селах, где есть партизаны, при отступлении сжигать все, чтобы лишить партизан баз питания…
На то, что значительная часть погибших в антипартизанских акциях советских граждан была мирным населением, указывает очень небольшое число захваченного оружия. Так весной 1942 года в результате
карательной операции венгерских оккупационных войск «Шинель» по очистке Брянских лесов от партизан были уничтожены 4375 партизан и их помощников. За это время было захвачено 90 автоматов и пулеметов, 449 пистолетов и 26 гранатометов. То есть фактически 9/10 партизан не имели оружия.
Венгры также участвовали в облавах в городах. Так, в Чернигове 28 февраля 1942 года венгры участвовали в истребительной операции. Участвовали венгры также в Холокосте, уничтожая советских евреев с конца 1941 года. В частности, начальник штаба 105-й пехотной дивизии сообщал 22 декабря 1941 года:

Группа евреев поставляла продовольствие партизанам. Банда евреев, в количестве 90 человек, была уничтожена…
Именно в Черниговской области произошло крупнейшее по числу жертв единовременное уничтожение одного населенного пункта в рамках борьбы с партизанами — корюковская трагедия. Партизанский отряд захватил Корюковку, освободив местных заключенных. В ответ начальник начальник штаба 399-й главной полевой комендатуры Бруно Франц Баиер приказал уничтожить Корюковку вместе с жителями. В результате исполнения этого приказа, в течение трех дней в марте 1943 года были уничтожены 6700 мирных жителей и полностью сожжены 1290 домов.
По данным ЧГК, в Черниговской области за период оккупации были уничтожены 103 614 мирных жителей и 24 164 военнопленных. Значительная часть из этого числа была уничтожена венграми. В итоговом отчете Чрезвычайной государственной комиссии от 28 марта 1945 года зафиксировано, что в 12 районах Черниговской области жертвами венгерских карателей стали 38611 мирных советских граждан.

## Подготовка процесса
Расследование военных преступлений периода оккупации Черниговщины началось сразу же после ее освобождения. Уже 17 декабря 1943 года был составлен Акт Черниговской областной комиссии по установлению и расследованию преступлений немецко-фашистских захватчиков в Корюковке, которым было зафиксировано, что 1-2 марта 1943 года были убиты 6700 человек и сожжены 1290 домов.
23 июня 1945 года Европейский отдел Народного комиссариата иностранных дел СССР направил председателю Союзной контрольной комиссии в Венгрии К. Е. Ворошилову сообщение ЧГК от 28 марта 1945 года о том, что в 12-ти районах Черниговской области — Гремячском, Городнянском, Корюковском, Менском, Новгород-Северском, Понорницком, Сосницком, Семёновском, Михайло-Коцюбинском, Холменском, Щорском и Черниговском — расправу над населением чинили исключительно венгры.
Преступления, совершенные оккупантами на Украине, рассматривались в 1946 году на двух открытых процессах: Киевском и Николаевском. Преступления, совершенные оккупантами в Белорусской ССР, были рассмотрены на Минском открытом процессе 1946 года. На этих трех процессах все подсудимые были гражданами Третьего рейха. Венгров на открытых процессах 1946 года в СССР не судили.
В отношении венгров, совершивших военные преступления на советской территории, в 1945—1946 годах следствие и суд вели власти Венгрии. С 3 февраля 1945 года в Венгрии функционировали народные суды, которым постановлением правительства от 25 ноября 1945 года предписывалось судить военных преступников. 22 мая 1946 года венгерский суд приговорил Ференца Сомбатхейи к тюремному заключению, но затем Сомбатхейи передали югославским властям, которые его казнили как военного преступника.
В августе 1946 года венгерские спецслужбы арестовали по подозрению в совершении военных преступлений Золтана Шомлаи, Ласло Варгу, Йожефа Темеши и Иштвана Тота. 21 декабря 1946 года Будапештский народный суд огласил приговор: оправдать обвиняемых за отсутствием доказательств. Оправдательный приговор был обжалован генеральным прокурором во Всевенгерский совет народных судов, который никак не мог рассмотреть дело.
После этого делом Шомлаи занялись советские органы. Управление контрразведки Центральной группы советских войск провело свое следствие по делу. В период с 18 февраля по 23 июля 1947 года Управлением контрразведки советского гарнизона Будапешта были выявлены и подвергнуты предварительному заключению следующие венгерские граждане, обвиняемые в военных преступлениях:
- Золтан Шомлаи, генерал-майор;
- Шандор Райтер, подполковник;
- Ласло Варга, подполковник;
- Йожеф Темеши, прапорщик;
- Иштван Пружински, старший лейтенант;
- Иштван Тот, капитан.

9 сентября 1947 года в закрытом заседании дело в отношении венгров было рассмотрено военным трибуналом Центральной группы войск, который в австрийском Бадене признал обвиняемых виновными.
Одновременно в СССР в 1947 году готовилась новая серия открытых процессов над иностранными военнопленными, совершившими военными преступления. 18 мая 1947 года министр внутренних дел С. Н. Круглов представил заместителю председателя Совета Министров СССР В. М. Молотову проект правительственного постановления о проведении открытых судебных процессов в девяти городах: Севастополе, Кишиневе, Чернигове, Витебске, Бобруйске, Сталино, Полтаве, Гомеле, Новгороде. Проект допускал, что судить будут в том числе лиц, которые не признали вину. 10 сентября 1947 года Совет Министров СССР принял постановление об организации открытых судебных процессов в девяти городах, предложенных Кругловым. Будущие подсудимые Черниговского процесса были арестованы в период между 26 сентября 1947 года и 4 ноября 1947 года.

## Состав суда
Состав суда был следующий:
- Председатель — генерал-майор юстиции А. И. Микляев;
- Члены суда — подполковники юстиции Н. К. Хряков и А. Н. Филоненко.

## Государственный обвинитель
Государственный обвинитель — генерал-майор юстиции П. К. Дунаев.

## Подсудимые Черниговского процесса и предъявленные им обвинения

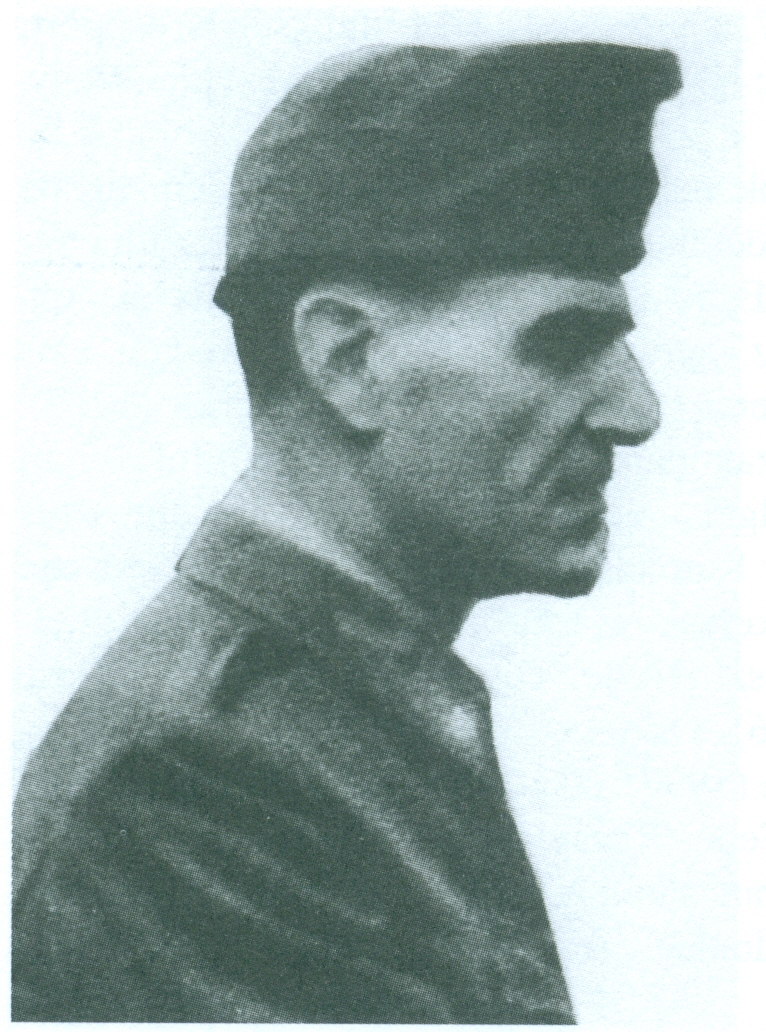
Генерал-лейтенант Золтан Алдя-Пап, осуждённый на Черниговском процессе

На Черниговском процессе обвиняемыми были:
- Золтан Алдя-Пан, генерал-лейтенант, командир 105-й венгерской дивизии, отдавал приказы артиллерийским и минометным огнем сжигать населенные пункты, предписывал командирам полков и батальонов истреблять всех заподозренных в сочувствии партизанам. В марте — апреле 1943 года с ведома Алдя-Папа сожгли деревню Загребельная Слобода (Щорский район) вместе с 80 жителями (среди них 50 детей) — уцелели только две хаты;
- Ласло Сабо, генерал-майор, организовывал карательные акции. По приказу Сабо, в селе Дубишки убили 132 жителей и сожгли 135 домов;
- Иштван Бауман, генерал-майор;
- Дердь Вуковари, генерал-майор;
- Геза Эрлих, генерал-майор;
- Шандор Захар, полковник;
- Ференц Амон, полковник;
- Бела Шафрань, полковник;
- Тивадар Секей, полковник;
- Ласло Шипрак, майор;
- Дёзё Бердефи, майор;
- Йожеф Борош, гонвед;
- Бруно Баиер, подполковник, по его приказу была сожжена Корюковка со всеми жителями;
- Стефан фон Тюльф, подполковник;
- Генрих Дросте, командир военного округа.

Таким образом, на скамье подсудимых были 13 венгров (в том числе 5 генералов) и 3 немцев. На процессе рассматривались преступления, совершенные не только на территории Черниговской области, но и в Белорусской ССР, а также в РСФСР (Брянская, Курская и Воронежская области). В частности, в Брестской области более 40 тысяч жителей были убиты, около 3000 военнопленных были убиты, сожжены, замучены. В Кобрине были убиты 7000 жителей

## Правовая квалификация деяний подсудимых
Всех обвиняемых судили по статье 1 Указа Президиума Верховного совета СССР от 19 апреля 1943 года.

## Линия защиты и адвокаты подсудимых
Обвиняемым были предоставлены адвокаты по назначению.
Генерал-лейтенант Золтан Алдя-Пап вину в содеянном признал и отказался от обжалования приговора. В последнем слове Алдя-Пап заявил:

Мною и моими частями ущерб, нанесенный советскому украинскому народу настолько велик, что я не защищаю, а обвиняю себя… Я был исполнителем этой кровавой политики вместо того, чтобы бороться против нее… По этой причине не защищаю, а обвиняю самого себя. И за свою вину ожидаю соответствующего наказания
Полковник Шандор Захар на суде в последнем слове также раскаялся в содеянном и заявил о намерении трудом искупить вину перед СССР:

Честь и мой долг как старого офицера — только мужественно принять на себя ответственность за совершенное нами преступление. Я искренне признаю свои ошибки и преступления и жду справедливого приговора Советского Трибунала, с таким чувством, что я заслужил свое наказание. Я знаю, что за то время, которое я буду работать в отбытии моего наказания, я только частично могу отслужить Советскому Союзу за совершенное мною преступление. Я надеюсь, если я когда-нибудь вернусь на свою родину, то я не только буду свидетелем преступлений, совершаемых венграми против мирного населения, но буду в то же время сильным агитатором и свидетелем того, что настоящая демократическая Венгрия избрала единственно правильный путь и я буду благодарен тому, что советский народ освободил венгерский народ от фашистско-немецкого ига…

## Зал Черниговского процесса
Черниговский процесс проходил в городском кинотеатре имени Щорса.

## Приговор и его исполнение
25 ноября 1947 года был оглашен приговор. Каждый из 16-ти подсудимых получил по 25 лет исправительно-трудовых лагерей.

## Судьба осужденных

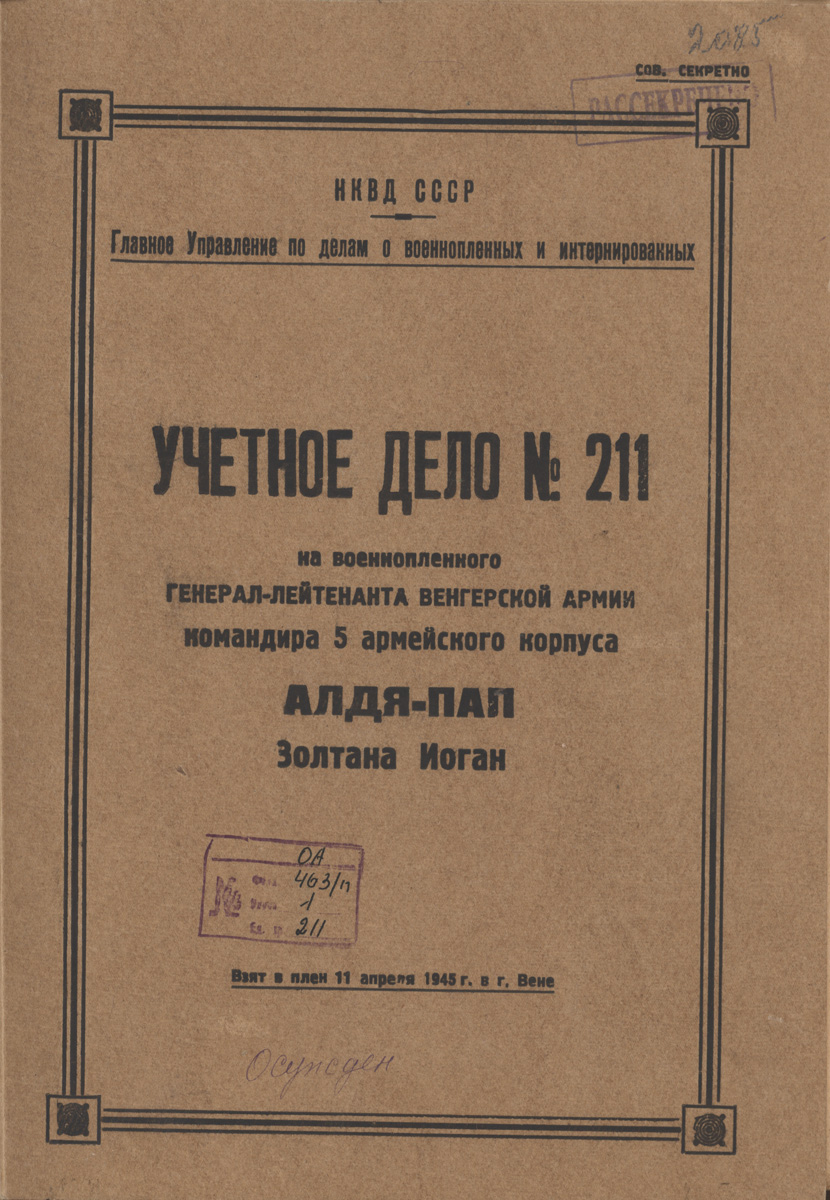
Обложка учетного дела военнопленного Золтана Алдя-Пап в ГУПВИ НКВД СССР

По состоянию на февраль 1954 года осужденные на Черниговском процессе Л. Сабо, Д. Вуковари и Г. Эрлих отбывали заключение в Свердловской области
. После этого все трое были (согласно эшелонному списку) переведены в Иваново.
В 1955 году осужденные на Черниговском процессе были освобождены и репатриированы. Золтан Алдя-Пап стал священником — занимался миссионерством в Индии и Нидерландах (где и умер в Гааге в 1987 году).

## Попытка реабилитации
После распада СССР в России был реабилитирован (до 1998 года во внесудебном порядке) ряд осуждённых за военные преступления иностранцев. Реабилитация коснулась также венгров. Так, в 1991 году был реабилитирован расстрелянный в 1946 году как военный преступник генерал-майор Отто Абт, командир 108-й пехотной дивизии, руководивший операциями против партизан, отдававший приказы о казнях мирных жителей. В 1992 году О. Абту посмертно было присвоено звание генерал-лейтенанта. В 1992 году был реабилитирован казненный по приговору суда генерал-лейтенант Сцилард Бакаи, который признавал, что его войска совершали военные преступления.
Решался вопрос о реабилитации венгров и немцев, осуждённых на Черниговском процессе. Решением Главной военной прокуратуры Российской Федерации, вынесенным в начале 2000-х годов, осуждение Алдя-Пап и 15 иных лиц на Черниговском процессе было признано законным, а осуждённые были признаны не подлежащими реабилитации.

## Освещение процесса в СМИ
О Черниговском процессе вышли по 2 статьи в «Правде» и «Известиях». «Правда» сообщила информацию ТАСС об открытии процесса (19 ноября 1947 года) и о приговоре (26 ноября 1947 года). Для «Известий» информацию из Чернигова о ходе процесса по телефону передавал К. Тараданкин.

Сообщения газеты «Правда» о Черниговском судебном процессе
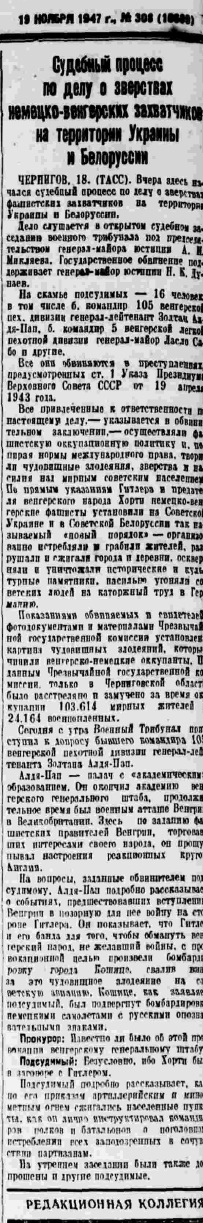
«Правда» об открытии Черниговского процесса
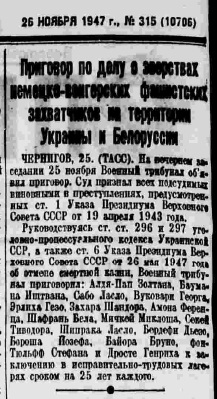
«Правда» о приговоре подсудимым Черниговского процесса

## Доступ к материалам Черниговского процесса
Материалы Черниговского процесса (более 20-ти томов) хранятся в Центральном архиве ФСБ России. С материалами работал венгерский историк Тамаш Краус.

## В культуре
Летом 2021 года был снят документальный телевизионный сериал об открытых судебных процессах в СССР. В октябре 2021 года на телеканале «Звезда» вышла серия про Кишинёвский и Черниговский процессы под названием: «Военные трибуналы. Черниговский и Кишиневский процессы. Двойное возмездие.»